# Llista de topònims de Bao
Llista de topònims (noms propis de lloc) de Bao (Rosselló).
Informació actualitzada per un bot. Els canvis manuals es perdran quan s'actualitzi!

## Misc
| imatge | Nom                     | Ubicat a                                             | instància de                          | Detalls                                                   | coordenades | Protecció | Commons (més fotos)          | Dades a WD                    |
| ------ | ----------------------- | ---------------------------------------------------- | ------------------------------------- | --------------------------------------------------------- | --- | --------- | ---------------------------- | ----------------------------- |
|        | Manadell                | Calce Pesillà de la Ribera Vilanova de la Ribera Bao | curs d'aigua                          | Desemboca: Tet Llarg: 6.3km                               | 42° 43′ 19″ N, 2° 46′ 12″ E / 42.721944444444446°N,2.77°E 42° 41′ 20″ N, 2° 48′ 54″ E / 42.68888888888889°N,2.815°E |           |                              | Modifica les dades a Wikidata |
|        | Sant Vicenç de Baó      | Bao                                                  | església                              |                                                           | 42° 41′ 59″ N, 2° 49′ 26″ E / 42.6998°N,2.82377°E 48 msnm                                                           |           | Église Saint-Vincent de Baho | Modifica les dades a Wikidata |
|        | Tet                     | Pirineus Orientals                                   | riu                                   | Desemboca: mar Mediterrània Llarg: 115.8km Conca: 1369km² | 42° 42′ 48″ N, 3° 02′ 23″ E / 42.713333333333°N,3.0397222222222°E                                                   |           | Têt                          | Modifica les dades a Wikidata |
|        | Vila fortificada de Baó | Bao                                                  | edifici                               |                                                           | 42° 41′ 59″ N, 2° 49′ 25″ E / 42.699847°N,2.823672°E 48 msnm                                                        |           |                              | Modifica les dades a Wikidata |
|        | casa de la vila de Bao  | Bao                                                  | instal·lació Ús: seu del govern local |                                                           | 42° 42′ 05″ N, 2° 49′ 18″ E / 42.70130937354°N,2.82170408269548°E fr:PL DU 8 MAI 1945, 66540 BAHO                   |           | Town hall of Baho            | Modifica les dades a Wikidata |
|        | cementiri de Bao        | Bao                                                  | cementiri                             |                                                           | 42° 42′ 04″ N, 2° 49′ 21″ E / 42.7012°N,2.8224°E                                                                    |           |                              | Modifica les dades a Wikidata |